# Académie internationale d'été de Nice
Pour les articles homonymes, voir Académie (homonymie) et Académie de musique.

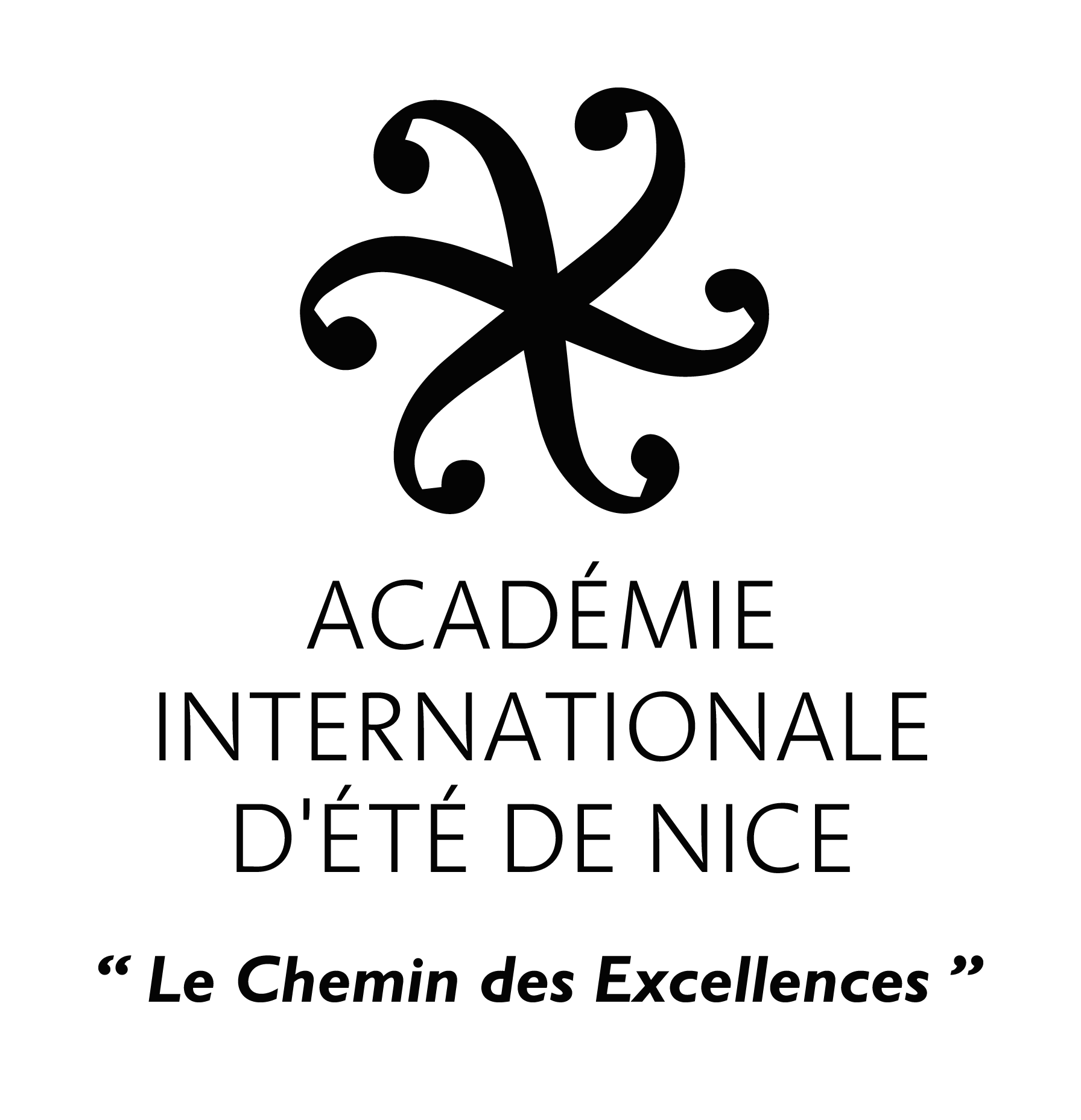
Nouveau logo de l'Académie Internationale d'Eté de Nice (depuis 2017) agrémenté de sa phrase d'accroche "Le Chemin des Excellences" (depuis 2021)

L’Académie internationale d'été de Nice est une rencontre internationale de musique, ayant lieu chaque été, pendant cinq semaines à Nice.
L'académie existe depuis 1957 et a été créée par le bassoniste Fernand Oubradous ; association loi de 1901, elle utilise les locaux du conservatoire à rayonnement régional de Nice et décerne bourses, diplômes, ainsi que le « Prix Jacques Taddei ».
Parmi les enseignants et élèves, plus de cinquante nationalités sont représentées.

## Historique
Fondée en 1957 fondée par le bassoniste et chef d'orchestre Fernand Oubradous, elle a ensuite été placée sous la direction artistique du flûtiste Alain Marion. Son président a été, de 1991 à 2012, Jacques Taddei, Membre de l’Institut, directeur du Musée Marmottan Monet, pianiste et organiste.
En 2005 Jordi Savall connu entre autres pour sa musique du film Tous les matins du monde y a exécuté la Marche pour la Cérémonie des Turcs de Jean Baptiste Lully.
En 2020,, l'Académie d’Eté de Nice a fait de la résistance pour maintenir les représentations dans un contexte de crise sanitaire du COVID,,.
La 3ème édition du Festival « Nice Classic Live », a lieu dans le cadre du parvis du Musée Matisse,, au sein du jardin des Arènes de Cimiez ; le cloître du Monastère de Cimiez s’avérant trop petit pour accueillir du public selon les règles imposées,. La programmation, de classique et du jazz était articulée sur 3 week-ends. Le Festival a accueilli : Pierre Bertrand Sextet, lauréat d’une Victoire du jazz en 2005 - le pianiste Jean-Philippe Collard et le journaliste Patrick Poivre d’Arvor, la mezzo-soprano Karine Deshayes pour un concert hommage à Mady Mesplé, le Quatuor Modigliani programmés par Jacques Taddei à leurs débuts à Nice, les pianistes Bertrand Chamayou et Jean-François Heisser, Michel BéroffEgalement, quelques nouveautés : la présence de musique électronique en miroir à l’œuvre de Philip Glass « Métamorphosis »,,,,,.
Pour sa 7ème édition, le festival change de nom et devient le Nice Classic Festival.